# Seznam brigadirjev Slovenske vojske
Seznam brigadirjev Slovenske vojske je urejen po abecednem vrstnem redu.

## A
- Ernest Anželj-Armbrust: 15. maj 2015

## B
- Marjan Balant: 13. maj 2008
- Boštjan Baš
- Dragan Bavčar: 2008[1]
- Bogdan Beltram: 19. junij 1993
- Miran Bogataj: 4. maj 2000
- Dobran Božič: 7. november 2011[2]
- Tine Brajnik (veteran vezist)
- Martin Burjan (1951-2002)

## E
- Alenka Ermenc: 13. maj 2011 (prva ženska brigadirka)[3]

## F
- Branimir Furlan: 12. maj 2006

## G
- Alan Geder: november 2006
- Robert Glavaš (kasneje general)
- Marjan Grabnar
- Dean Groff

## H
- David Humar: 15. maj 2008[4]

## J
- Alojz Jehart: 1994[5]
- Martin Jugovec 2009

## K
- Janez Kavar: 21. december 1998
- Rade Klisarič: 1994[5]
- Andrej Kocbek
- Jože Konda
- Franc Koračin: 15. maj 2015
- Viktor Kranjc
- Anton Krkovič: 19. junij 1993

## L
- Andrej Lipar
- Ladislav Lipič
- Andrej Lovšin: 1994[5]

## M
- Marjan Mahnič
- Klemen Medja
- Vojteh Mihevc: 13. maj 2011
- Vladimir Miloševič: 26. oktober 1994[5]
- Vladimir Maher: 13. maj 2008
- Ivan Mikuž
- Boštjan Močnik

## O
- Milan Obreza: 15. maj 2008
- Venčeslav Ogrinc: 26. oktober 2011[6]

## P
- Milko Petek (*1961)
- Vilibald Polšak
- Bojan Pograjc: 12. maj 2006

## R
- Anže Rode (*1972), načelnik generalštaba

## Š
- Miha Škerbinc - Barbo
- Bojan Šuligoj
- Janez J. Švajncer: 24. marec 1994

## T
- Anton (Toni) Turk: 18. maj 2001

## U
- Roman Urbanč: 15. maj 2015

## Z
- Peter Zakrajšek
- Alojz Završnik: 10. maj 1999
- Peter Zupan: 19. junij 1993

## Ž
- Jožef Žunkovič: 8. maj 2000
- Milan Žurman: 15. maj 2015